# Aleksander Kita

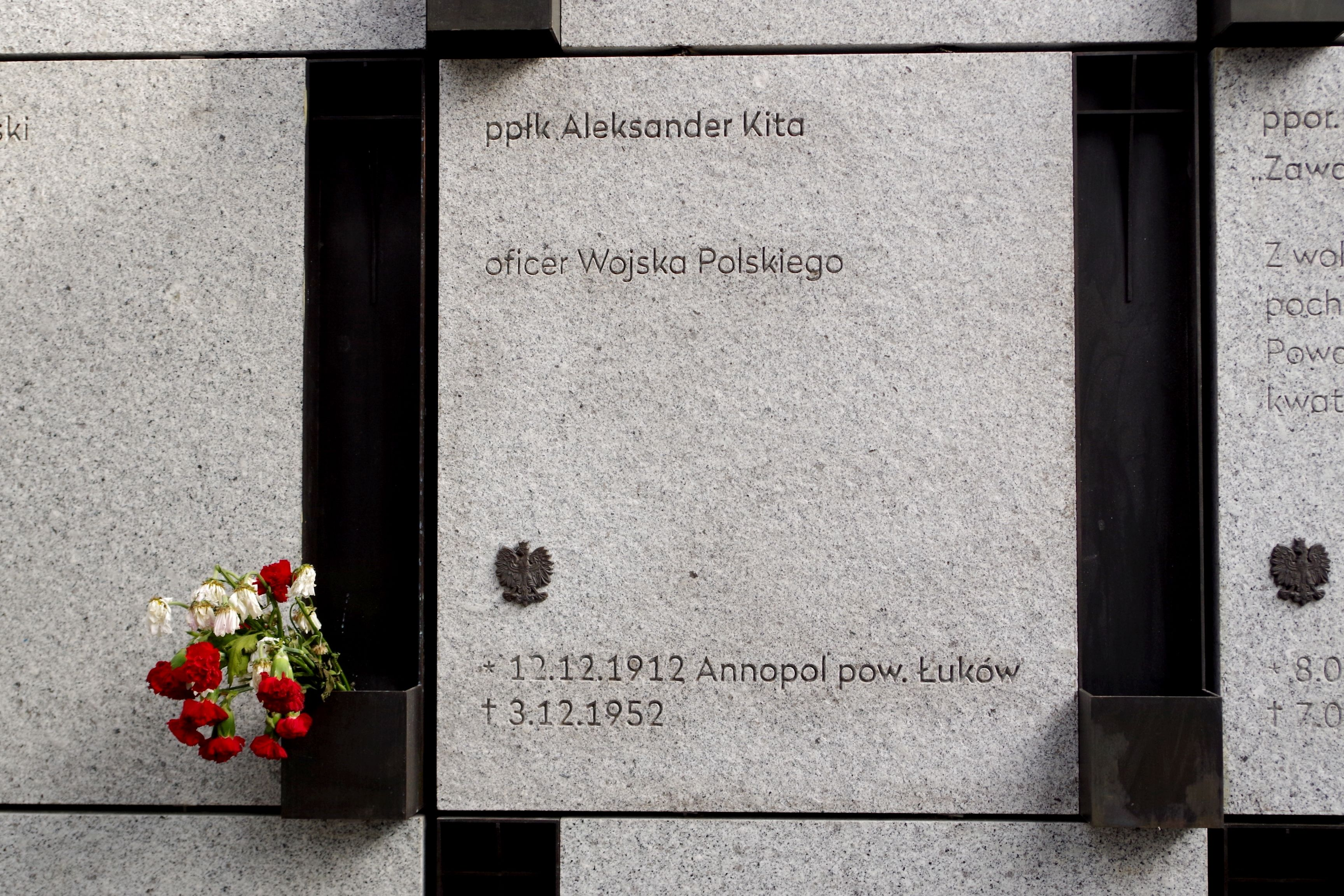
Grób ppłk Aleksandra Kity w Panteonie – Mauzoleum Wyklętych-Niezłomnych na Cmentarzu Wojskowym na Powązkach w Warszawie.

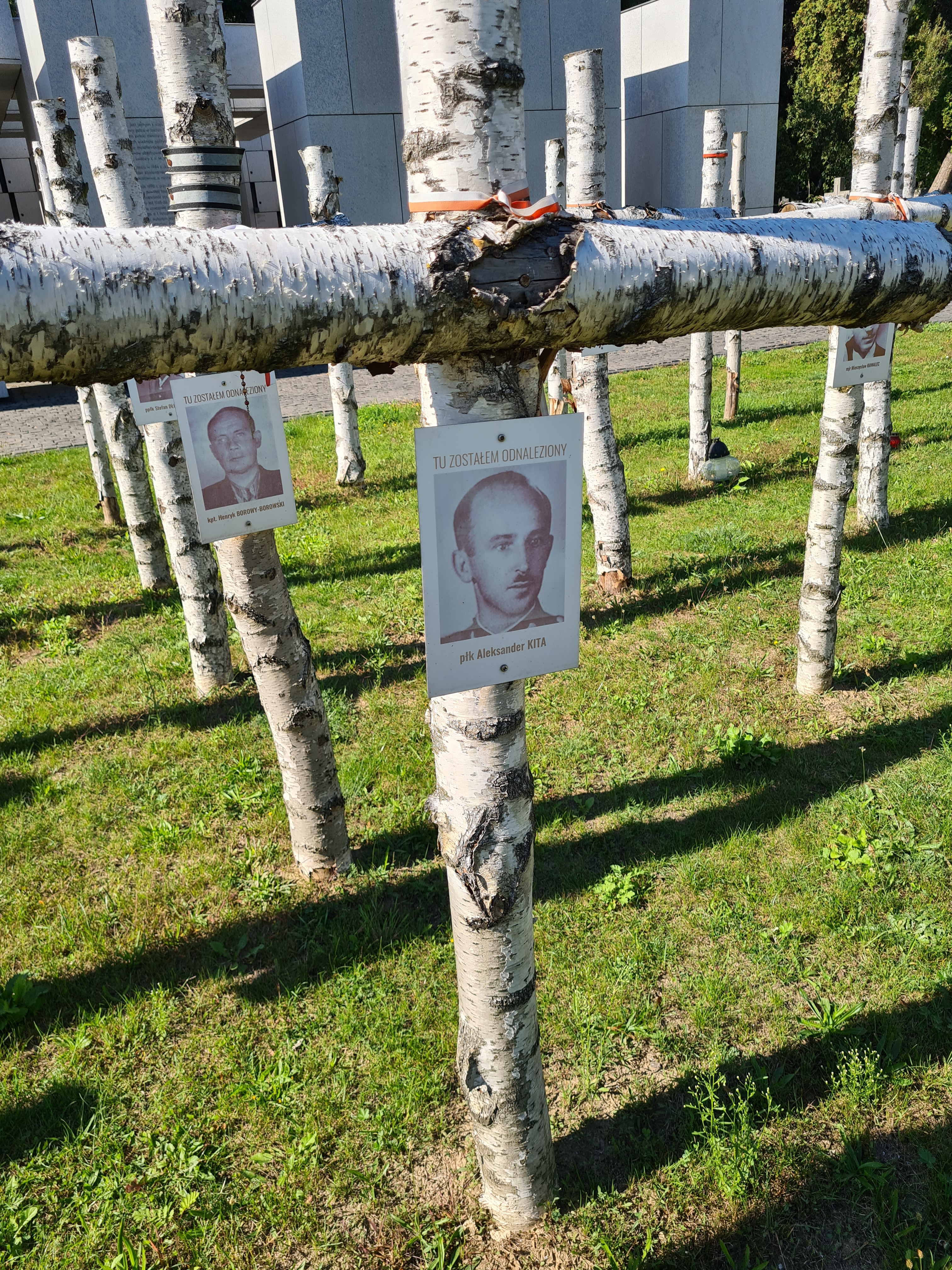
Symboliczny grób Aleksandra Kity w Kwaterze na Łączce. Zdjęcie wykonano 06.09.23 r.

Aleksander Adam Kita (ur. 12 grudnia 1912 w Annopolu pow. Łuków, zm. 3 grudnia 1952 w Warszawie) – podpułkownik Wojska Polskiego. Stracony w więzieniu mokotowskim.

## Życiorys
Syn Andrzeja i Filipiny. Do szkoły powszechnej chodził w Annopolu i w Kocku, a do gimnazjum w Łukowie i Lublinie. Ponieważ w domu brakowało pieniędzy na jego studia medyczne, naukę kontynuował w szkołach wojskowych. W 1935 w stopniu ppor. ukończył Szkołę Podchorążych Piechoty w Komorowie-Ostrowi Mazowieckiej. Dowodził plutonem 45 pułku piechoty Strzelców Kresowych w Równem, a następnie 1 kompanią ciężkich karabinów maszynowych.
Także jako dowódca 1 kompanii ckm 45 pułku Strzelców Kresowych brał udział w walkach podczas kampanii wrześniowej 1939. Wraz z macierzystym I batalionem bronił przed niemieckimi czołgami północnych przedmieść Tomaszowa Mazowieckiego wieczorem i w nocy 6 września oraz Lubochni 7 września przed południem.  Następnie wyprowadził z okrążenia pod Spałą całą kompanię. Wyróżnił się podczas walk z dywersantami na trasie marszu odwrotowego dywizji do Wisły w dniach 8 – 10 września 1939 r. przez Brudzewice, Odrzywół i rejon Głowaczowa.  W trakcie tych wydarzeń zniszczył dwa czołgi niemieckie. Został przedstawiony do odznaczenia Krzyżem Walecznych przez dowódcę I batalionu, mjr. Kasztelowicza (ostatecznie odznaczenia tego nie otrzymał). Resztki jego kompanii osłaniały przeprawę 13 Dywizji Piechoty przez Wisłę w rejonie Magnuszewa 11 września. Po przejściu przez Wisłę dywizja od 15 września maszerowała do Warszawy. Po zaciekłej bitwie zgrupowania 13 DP pod Falenicą 19 września, wraz z grupą 140 żołnierzy i oficerów wycofywał się w kierunku Warszawy. 20 września dostał się do niewoli we wsi Zerzeń, po stoczonej tam tragicznej walce (poległo 107 żołnierzy z wymienionej wyżej grupy). Przebywał w obozach Kleindexen i Übergangslager Riesenburg (Obóz Przejściowy - Prabuty), w oflagu XVIII-A Lienz/Drau w Austrii i w oflagu II C Woldenberg (Dobiegniew). Po wyzwoleniu obozu, w lutym 1945 wrócił do kraju.
W maju 1945 powołany do wojska, ukończył kurs szefów sztabów pułków w Rembertowie. Służył w 39 pułku piechoty w Kamieniu Pomorskim jako pomocnik szefa sztabu pułku, a od kwietnia 1946 na stanowisku szefa sztabu 39 pp. W kwietniu w sztabie Grupy Operacyjnej „Wisła” w oddziale operacyjnym. Odrzucono jego prośbę o przyjęcie na studia w Akademii Sztabu Generalnego. W 1950 awansowany do stopnia ppłk. W grudniu 1951 przeniesiony do Oficerskiej Szkoły Samochodowej w Pile na stanowisko kierownika cyklu taktyki.
23 maja 1952 zatrzymany przez funkcjonariuszy Informacji Wojskowej, oskarżony o „przestępczą i wrogą działalność przeciwko władzy ludowej w Polsce”. Wymuszono na nim samooskarżenie, strasząc represjami w stosunku do rodziny.
8 sierpnia 1952 NSW w Warszawie w rozprawie nr.Sn.15/52 pod przewodnictwem ppłk. Juliusza Krupskiego skazał go na podst. 86 §1,2 KKWP wraz z L. Głowackim, mjr. W. Skoczniem i ppłk. M. Orlikiem na karę śmierci. Prezydent Bierut nie skorzystał z prawa łaski. Stracony 3 grudnia 1952. Jego zwłoki zostały przez organa bezpieczeństwa publicznego potajemnie pogrzebane na tzw. Łączce na terenie Cmentarza Wojskowego na Powązkach w Warszawie. W 1994 i 1995 został zrehabilitowany wyrokami Sądu Wojskowego w Warszawie. 
Zrehabilitowany w 1956. Upubliczniony w 1999 r. raport tzw. Komisji Mazura wymienia go z nazwiska jako bezzasadnie skazanego na śmierć. 

## Uczczenie pamięci
Dokładne miejsce pochówku było pomimo starań rodziny długo nieznane. Grób symboliczny znajduje się na Cmentarzu Wojskowym na Powązkach w Kwaterze na Łączce. 3 grudnia 1988 na cmentarzu parafialnym w Tomaszowie Mazowieckim odsłonięto tablicę ku jego czci na symbolicznym grobie.

### Identyfikacja
28 lutego 2014, podczas uroczystości w Belwederze z udziałem prezydenta RP Bronisława Komorowskiego, Rada Ochrony Pamięci Walk i Męczeństwa, Pomorski Uniwersytet Medyczny w Szczecinie i Instytut Pamięci Narodowej ogłosiły, że zidentyfikowano szczątki Aleksandra Kity wśród ofiar pomordowanych przez organa bezpieczeństwa publicznego w latach 1945–1956, pochowanych w Kwaterze na Łączce przy murze cmentarnym Cmentarza Wojskowego na Powązkach w Warszawie,,. Identyfikację szczątków odnalezionych na kwaterze "Ł" przeprowadzono w ramach Projektu Poszukiwań Miejsc Pochówku i Identyfikacji Ofiar Totalitaryzmów Polskiej Bazy Genetycznej Ofiar Totalitaryzmów.